# ایستگاه متروی شهید دوران
ایستگاه شهید دوران، نوزدهمین ایستگاه خط ۱ متروی شیراز است که در بلوار مدرس، ابتدای خیابان شهید دوران ( بریجستون) قرار دارد. این ایستگاه با مساحت ۴۶۵۰ مترمربع و عمق ایستگاه ۱۳/۹۳ متر و از نوع عمیق ۲طبقه، سکو جزیره ای دارای۳ دروازه ورودی، خروجی می‌باشد.
این ایستگاه در نزدیکی درب دوم پایگاه هوایی شهید دوران قرار دارد. این ایستگاه به نام عباس دوران خلبان نظامی ایران می‌باشد.
ایستگاه شهید دوران در فاز دوم خط ۱ متروی شیراز در سال ۱۳۹۶ توسط مسئولان شهری و استانی افتتاح شد.

## مسیرهای ایستگاه
- بلوار مدرس
- خیابان شهید دوران(بریجستون)

## محله‌های ایستگاه
- منطقه هوایی شهید دوران
- دوران
- مینو